# Britt G. Hallqvist
Britt Gerda Hallqvist, känd som Britt G. Hallqvist, född Nyman den 14 februari 1914 i Umeå i Västerbottens län, död 20 mars 1997 i Lunds domkyrkoförsamling i Skåne län, var en svensk psalmdiktare, poet och översättare.
Hon var dotter till lektor Wilhelm Nyman och översättaren Dagny Henschen samt syster till Arne och Eberhard Nyman.
Britt G. Hallqvist, som var filosofie magister, var författare till åtskilliga böcker för såväl barn som vuxna, men hennes rykte har främst kommit att vila på hennes översättningar, av såväl vuxenlitteratur som en lång rad barnboksklassiker. Hon översatte även för teatern och operan. Britt G. Hallqvist var mycket engagerad i Svenska kyrkans gudstjänstförnyelse under slutet av 1900-talet. Hon tillhörde 1968 års psalmkommitté och skrev många originalpsalmer, översättningar och bearbetningar för 1986 års psalmbok. Som ledamot av 1968 års kyrkohandbokskommitté bearbetade hon texter också för Den svenska kyrkohandboken 1986 och kyrkans officiella En liten bönbok. Hon var även teologie hedersdoktor i Lund.
Britt G. Hallqvist var från 1939 gift med prästen och läraren Sten Hallqvist (1911–1978). De fick fyra barn, däribland diplomaten Martin Hallqvist (1939–2017).
Hon är begravd på Lunds norra kyrkogård tillsammans med maken. Britt G. Hallqvist-sällskapet skapades 2012 med syfte att "att hålla Britt G. Hallqvists verk levande".

## Biografi

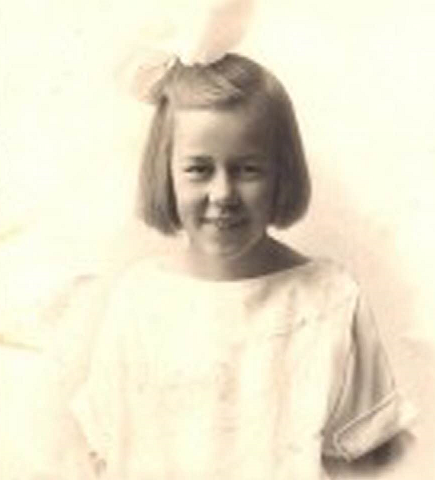
Britt Gerda Nyman som ung.

Britt G. Hallqvist flyttade 1917 med familjen från Umeå till Visby, där fadern arbetade som lektor i tyska och franska vid läroverket. Modern Dagny Nyman hade studerat språk vid Uppsala universitet och arbetat som lärare men ägnade sig efter giftermålet åt familjen som så småningom kom att omfatta fem barn. Barndomstiden i Visby i en stor villa, närheten till havet och den historiska omgivningen kom att sätta spår i hennes kommande diktning.
Föräldrarna skildes när Britt G. Hallqvist var 12 år och hon flyttade med modern och några av bröderna till Lund där moderns syster var bosatt. Där började hon vid Lindebergska skolan (Lunds fullständiga läroverk för flickor). Dagny arbetade med översättning och i hemmet umgicks man med kända yngre författare som Hjalmar Gullberg, Frans G. Bengtsson, Olle Holmberg och Ivar Harrie.
Britt G. Hallqvist och hennes vänner delade intresse för litteraturhistoria. De läste dikter och skrev av poesi och Britt läste Psaltaren och psalmboken med "poetisk förtjusning". Hemmet var inte präglat av kyrklighet och vid tiden för konfirmationen valde Britt G. Hallqvist att avstå från denna.
Efter studentexamen studerade Britt G. Hallqvist litteraturhistoria, filosofi och tyska. Hon var aktiv i studentlivet och publicerade flera alster i studentkårens tidning Lundagård. Under studietiden träffade hon sin blivande make Sten Hallqvist. Denne studerade först litteraturhistoria men övergick därefter till teologi och prästvigdes i hembygdens stift, Skara.
1940 flyttade makarna med sin förstfödde son till Västergötland där Sten Hallqvist var verksam i ett par landsbygdsförsamlingar innan han blev kyrkoadjunkt i Alingsås där familjen kom att bo kvar till 1958. Sten Hallqvist hade då sadlat om till lärarbanan och fick en adjunkttjänst vid Spyken i Lund, dit familjen som nu omfattade fyra barn återflyttade. 
I slutet av 40-talet började Britt G. Hallqvist översätta, till att börja med rim och ramsor från engelska, tyska och franska för barnantologin Min Skattkammare. Genombrottet som översättare kom med översättningen av T.S. Eliots Old Possum's Book of Practical Cats (De knepiga katternas bok) 1949. Författardebuten var med en barnbok på vers, Rappens på Blåsopp, 1950. Den gavs ut på Bonniers förlag efter att ha refuserats av Astrid Lindgren på Rabén och Sjögren. Den renderade författaren Svenska Dagbladets litteraturpris samma år. 
De följande åren publicerade Britt G. Hallqvist ett flertal egna böcker för barn och översatte barnböcker, lyrik och dramatik. Hon hade viss erfarenhet som lärare och skrev många läroböcker och bredvidläsningsböcker för yngre barn. Hon skrev en bönbok för barn och en serie små böcker om Bibeln på vers.    
När det blev aktuellt att förnya kyrkohandboken 1968 kom Britt G. Hallqvist att delta som litterär expert och språkbedömare. Ett annat uppdrag var att genomföra en utredning om gudstjänstspråket som resulterade i uppsatsen "Det liturgiska språket" publicerad i SOU 1974:67.
1972–1975 tillbringade Britt G. Hallqvist på den danska ön Fanö genom ett författarstipendium och maken tog tjänstledigt för att vara med.    
Britt G. Hallqvist har av förläggaren Margareta Schildt beskrivits som "glad gamäng", lekfullt barnslig och djupt seriös. Sonen Martin Hallqvist beskriver henne som en sällskapsmänniska men inte föreningsmänniska.

### Författarskap
Britt G. Hallqvists författarskap beskrivs som gränsöverskridande. Helena Bodin, docent i litteraturvetenskap vid Stockholms universitet och lektor vid Newmaninstitutet skriver om författaren inför 100-årsjubileet 2014: "Hennes författarskap överskrider inte bara gränserna mellan genrerna, tiderna, språken, trosbekännelserna och de olika kategorierna av läsare, utan de underkänner dem också: dessa gränser är inte intressanta, inte giltiga." Barnen tillåts ha starka känslor och att genomskåda de vuxna och vuxenvärlden vilket var något helt nytt i barnlitteraturen.

#### Barnböcker och vuxenlyrik
Barnboken Rappens på Blåsopp (1950) utgjorde den egentliga författardebuten. Den blev mycket uppskattad och Britt G. Hallqvist tilldelades Svenska Dagbladets pris för bästa barnbok. Boken, som handlar om den originella familjen Rapp, är på vers och illustrerades av Britt G. Hallqvists kusin Helga Henschen. Flera av verserna är tonsatta. En uppföljning, Roligt med Rappens, kom 1963. Under femtiotalet gav Britt G. Hallqvist ut över tjugo böcker för barn, bland andra Farbror Fille och hans Ford, Jockes pappa, Den roliga byrålådan och Glaselefanten. Festen i Hulabo, en rimsaga, handlar om bonden Jöns som ställer till en fest för alla gårdens djur. Den skrevs ursprungligen som "Läs själv"-bok för småskolans barn och gav Britt G Hallqvist Nils Holgersson-plaketten 1962. Andra versböcker är Jag byggde mig ett fågelbo, Vers på resa och Spöken, pirater, kamrater.
Flera böcker för barn är skrivna på prosa, exempelvis Fiffelin får göra allt, där den lille pojken sköter allt i hemmet medan föräldrarna spelar och sjunger, Bettinas hemlighet, som handlar om en flickas sjukhusvistelse och Världens minsta hund, där en mycket liten hund letar efter någon som är ännu mindre men får en stor hundkompis. Tre på resa och Tre på egen hand är skrivna för en speciell målgrupp, nämligen barn med funktionsnedsättning. Den okända kamraten är en delvis självbiografisk flickbok där bland annat minnen från uppväxten i Visby avspeglas.
Britt G. Hallqvist skrev många böcker för skolbruk. Versboken skrevs som en läsebok för småskolan. En ABC-bok illustrerades av Stig Lindberg. Flera läroböcker var avsedda för kristendomsundervisningen och innehöll dikter, visor och berättelser med bibliska motiv.
Många av Britt G. Hallqvists versböcker har älskats av såväl barn som vuxna. Britt G. Hallqvist har också givit ut diktsamlingar med mera vuxen adressat. Diktsamlingen Förenklat kom 1955. Den inleds med dikten Små saker ("Den som är mycket liten/  inte mer än ett år/  hittar så små, små saker/ var han kryper och går"). I avdelningen Barndomsland finns dikter om uppväxtåren i Visby.
Nalles poesi kom till under författaren vistelse på Fanö och handlar om en åldrad och skallig nallebjörn som älskar god mat, poesi och bekväma länstolar.
Diktantologin Gräset skrattar, 1991, innehåller både egna och översatta dikter.
Britt G. Hallqvist skrev texter till TV-julkalendern Trolltider sänd 1979, 1985 och 1994. 

#### Musik och dramatik
Britt G. Hallqvist gjorde en mängd översättningar för musikscenen, bidrog i stor omfattning till 1986 års psalmbok och skrev i samarbete med norske kyrkomusikern Egil Hovland Pilgrimsmässan och andra kyrkospel samt operan Fange och fri. Hon skrev också en egen opera, Sagoprofessorn, som hade premiär 1982.

#### Psalmer och kyrkodiktning
Britt G. Hallqvist började skriva små bibelspel under tiden som prästfru.
Bibeln på vers är sju små böcker där framför allt scener ur Gamla testamentet gestaltas i enkla sångbara verser som också kom att tonsättas. Ett senare häfte innehåller visor om scener från Nya testamentet.
1960 publicerades Bönbok för barn. Där finns konkreta böner som oftast är situationsanknutna, som när man inte kan somna, när man har hemlängtan eller om skollov, födelsedagar eller efter en skilsmässa. Bönboken har tryckts i en mängd nya upplagor. 1968 kom ytterligare en bönbok, Jag skall fråga Gud. Den innehåller små prosadikter med såväl humor som ordglädje, en av hennes roligaste böcker enligt biografiförfattaren Inge Löfström.
I hennes läroböcker förekommer bibliska verser infogade vilket hon enligt en intervju uppfattar som självklart ("...det är viktigt att barn får höra dessa berättelser bland annat därför att de senare kommer att stöta på citat och hänvisningar till bibeln i litteratur, i skådespel och i samtal med andra människor.")
Britt G. Hallqvist var delaktig i en kommitté för att ta fram kyrkovisor för barn vilket resulterade i samlingen Kyrkovisor för barn som kom ut 1960. Hon bidrog själv med både översättningar och nyskrivna visor. I upplagan 1975 ändrades titeln till Kyrkovisor eftersom visorna blev mycket uppskattade även av vuxna. 
Som verksam i 1968 års kyrkohandbokskommitté var Britt G. Hallqvist mycket aktiv med språk- och stilgranskning angelägen om att språket skulle anknyta till ett levande språkbruk med "...begrepp och bilder som församlingen är förtrogen med".
Under 1970-talet pågick ett omfattande arbete med att förnya psalmboken. I psalmboktilläggen, Psalmer och visor del 1 och 2, bidrog Britt G. Hallqvist med såväl bearbetningar som översättningar och nyskrivna texter. I den nuvarande psalmboken antagen av 1986 års kyrkomöte bär 88 psalmer Britt G. Hallqvists namn varav 17 är hennes original. Några exempel som ofta sjungs: Blott i det öppna, Måne och sol, De skall gå till den heliga staden och Det finns djup i Herrens godhet. I psalmboksavsnittet En liten bönbok - Att bedja idag är Britt G. Hallqvist representerad med flera böner såsom När man väntar barn, Förbön för barn, När ett barn är sjukt och Förbön för en värld i nöd.
Tillsammans med den norske kyrkomusikern Egil Hovland har Britt G. Hallqvist skrivit flera gudstjänstordningar såsom Gudstjänst för små och stora barn, julspel, en påskgudstjänst och en pilgrimsmässa.

#### Översättningar
Britt G. Hallqvist började sin översättarbana med att översätta engelska, tyska och franska verser för barnantologin Min Skattkammare. Helst översatte hon från engelska och tyska, men hon behärskade även franska, danska och norska. Genombrottet som översättare kom med T.S. Elliots De knepiga katternas bok 1949. 
Under kommande år översatte hon ett stort antal barnböcker såsom H.C. Andersens sagor, Richmal Cromptons Bill-böcker, Enid Blytons Fem-böcker, Laura Ingalls Wilders serie om det lilla huset på prärien, Rudyard Kiplings Djungelboken, J.R.R. Tolkiens Bilbo, första boken i C.S. Lewis serie om Narnia, Beatrix Potter-böckerna om Pelle Kanin och de andra smådjuren, verserna i A.A. Milnes två böcker om Nalle Puh, Richard Adams Den långa flykten, Sylvia Plaths verser i Sängboken, Annette Tisons och Talus Taylors bilderböcker om Barbapapa samt den amerikanske författaren och illustratören Dr. Seuss Adda Sköldpadda och Storskrytarna. 
Hennes arbete med översättningar för scenen började med verk av Christopher Fry för Dramaten, flera dramer av Shakespeare samt pjäser av Peter Weiss. Goethes Faust var ett flerårigt översättningsprojekt som kom att kallas "...en av de värdefullaste kulturinsatserna i vårt land på många år". För musikscenen översatte hon bland annat operetten Oh, mein Papa, musikalerna Mannen från La Mancha 1967, Jesus Christ Superstar 1971 och Canterbury sägner 1972 samt flera operor: Figaros bröllop, Macbeth, Eugen Onegin, Rigoletto, Lulu och Den listiga lilla räven.

## Verklista

### Egna böcker (urval)
- Rappens på Blåsopp 1950
- Farbror Frille och hans Ford 1950
- ABC 1951
- Jockes pappa 1951
- Kristina far till London 1951
- Den roliga byrålådan 1953
- Glaselefanten 1953
- Förenklat 1955
- Den okända kamraten 1955
- Fågelskrämmornast fest 1956
- Pickel och Kurri 1956
- Äldst i klassen 1957
- Herr Hasselnöt 1957
- Petter, Helga och Toto 1957
- På jakt efter Pekka 1959
- Fru Johanssons djur 1960
- Bönbok för barn 1960
- Festen i Hulabo 1961
- Jag byggde mig ett fågelbo 1965
- Fiffelin får göra allt 1966
- Världens minsta hund 1969, illustrationer av Veronica Leo-Hongell
- Vers på resa 1969
- Titta vad jag fann! 1967
- Det visste inte kejsarn om 1971
- Nalles Poesi 1975
- Jag skall fråga Gud 1977
- Trolltider, texter till julkalendern sänd 1979, 1985 och 1994
- Min vän är musikant 1984
- Min text och den andres 1987[17]
- Gräset skrattar 1991

### Översättningar (urval)
- T. S. Eliot: De knepiga katternas bok (Old Possum's book of practical cats) (Bonniers, 1949)
- H. A. Rey: Elisabit: den köttätande växtens äventyr (Elizabite) (Rabén & Sjögren, 1950)
- Rudyard Kipling: Första djungelboken (The jungle book) (Bonniers, 1951)
- Edward Lear: Rim och oförnuft: a book of nonsense (A book of nonsense) (Natur & Kultur, 1952)
- Richmal Crompton: Bill den djärve (Ur William the Bold) (B. Wahlström, 1953)
- Laura Ingalls Wilder: Det lilla huset på prärien (Little house on the prairie) (Gleerups, 1955)
- A. A. Milne: Nalle Puh (Winnie-the-Pooh) (översatt tillsammans med Brita af Geijerstam, Bonniers, 1955)
- Johann Wolfgang von Goethe: Faust (Faust) (Forum, 1956)
- Oscar Wilde: Den själviske jätten (The selfish giant) (Svensk läraretidning, 1958)
- Min dikt gäller en konung: anglosaxisk och tysk lyrik (Bonniers, 1959)
- Anne de Vries: Barnens bibel: Bibeln berättad för barn (Kleuter vertelboek voor de bijbelse geschiedenis) (I.P.C, 1961)
- J. R. R. Tolkien: Bilbo: en hobbits äventyr (The hobbit or there and back again) (Rabén & Sjögren, 1962)
- Rolf Hochhuth: Ställföreträdaren : skådespel (Der Stellvertreter) (Bonniers, 1963)
- Johann Wolfgang Goethe: Valfrändskap (Die Wahlverwandtschaften) (Natur & Kultur, 1964)
- Peter Weiss: Rannsakningen : oratorium i 11 sånger (Die Ermittlung) (Cavefors, 1965)
- Beatrix Potter: Sagan om Tom Titten (The tale of Tom Kitten) (Bonniers, 1972)
- Richard Adams: Den långa flykten (Watership Down) (Bonniers, 1975)
- William Shakespeare: Kung Lear (King Lear) (Ordfront, 1984)

### Psalmer
Hallqvist skrev originaltexterna i 1986 års psalmbok till följande psalmer:
- 21, 41, 67, 90, 172, 214, 255, 285, 313, 411, 442, 532, 592, 613, 614, 617 och 626

Verbums psalmbokstillägg (2003): 736.
Hon bearbetade eller översatte följande psalmer:
- 6, 8, 9, 22, 34, 37, 51, 56, 58, 79, 104, 123, 131, 141, 151, 173, 182, 185, 186, 194, 195, 199, 200, 230, 232, 245, 247, 269, 288, 291, 304, 319, 324, 329, 333, 348, 363, 369, 383, 385, 386, 397, 399, 401, 402, 404, 407, 409, 413, 432, 435, 458, 478, 481, 516, 519, 546, 557, 579, 583, 588, 595, 615, 620, 621, 627, 630, 632, 635 och 638.

- Alla har brått, 1958
- Allt mänskosläktet av ett blod (1986 nr 588) bearbetad 1983
- Ande ifrån ovan (1986 nr 363) bearbetad 1983
- Blott i det öppna, 1972
- Den blomstertid nu kommer, bearbetning 1979
- Det finns djup i Herrens godhet, 1970
- Dig skall min själ sitt offer bära, bearbetad 1979
- Du morgonstjärna mild och ren, bearbetad 1982
- En gång dö och sedan domen, bearbetad 1983
- Följ mej, säger Jesus, 1958
- Förgäves all vår omsorg är, bearbetad 1980
- Gammal är kyrkan, Herrens hus, översatt 1986
- Giv, o Jesus, fröjd och lycka (1986 nr 194) bearbetad 1983
- Gläd dig, du Kristi brud, bearbetad 1979
- Graven ligger tom, 1970
- Gud, du gick bort, 1969
- Gud har omsorg om vårt släkte
- Gud är mitt ibland oss, bearbetad 1983
- Han på korset, han allena, bearbetad 1980
- Hjärtan, enigt sammanslutna, bearbetad 1983
- Höga majestät, bearbetad 1983
- Hör, Gud ännu sin nåd dig bjuder, bearbetad 1983
- I denna ljuva sommartid, bearbetning 1980
- Inför Guds himlatron, 1958
- Jag kom inte hit för att jag tror, 1966
- Jag vet på vem jag tror, bearbetad 1983
- Klippa, du som brast för mig, bearbetning
- Kom, helge Ande, Herre Gud, bearbetning 1983
- Kristus är världens ljus, översatt 1970
- Lova vill jag Herran, Herran, bearbetad
- Lyss till änglasångens ord, översatt 1986
- Lär mig att bedja av hjärtat, 1970
- Lär mig, du skog, att vissna glad, delvis bearbetad 1983
- Med lust och glädje tänker, bearbetad 1978
- Med pelarstoder tolv står Herrens helga kyrka (1986 nr 369) bearbetad 1983
- Min Frälsare lever, jag vet att han lever, 1977
- Min själ skall lova Herran, bearbetning 1986
- Måne och sol, 1974
- Nu vilar folk och länder, bearbetad 1978
- O Jesus Krist, du nådens brunn, bearbetad 1983
- O Kriste, du som ljuset är, bearbetad 1983
- Pärlor sköna, ängder gröna, bearbetad 1983
- Salig, Jesus, är den stunden, nyöversatt 1984
- Som torra marken dricker regn, 1977
- Stå upp, o Sion, och lovsjung, 1980
- Så skön en väg ej finns på jord, bearbetad 1980
- Så skön går morgonstjärnan fram, bearbetad 1981
- Så skön och ljuvlig är, bearbetad 1984
- Så är fullkomnat, Jesus kär, bearbetad 1983
- Sänd av himlens sol en strimma, kompletterad med ny vers 1983
- Vem är det som kommer på vägen, 1955
- Vi är ett folk på vandring, 1981
- Vänligt över jorden glänser, bearbetning 1979

## Priser och utmärkelser
- 1950 – Svenska Dagbladets litteraturpris
- 1953 – Tidningen Vi:s litteraturpris
- 1954 – Boklotteriets stipendiat
- 1957 – Bonniers Barnboksstipendium
- 1961 – Boklotteriets stipendiat
- 1962 – Nils Holgersson-plaketten för Festen i Hulabo
- 1963 – Sveriges författareförenings stora meritstipendium för insatser som översättare (Faust)
- 1970 – Lunds stads kulturstipendium
- 1970 – Elsa Thulins översättarpris
- 1971 – Tidningen Vi:s litteraturpris
- 1975 – Deverthska kulturstiftelsens stipendium
- 1976 – Svenska Akademiens översättarpris
- 1977 – Sveriges författarfonds översättarpremium
- 1978 – De Nios Vinterpris
- 1978 – Gunvor Anérs litteraturpris
- 1978 – The International Board on books for Young People’s Certificate of Honor för översättning av Sylvia Plaths Sängboken
- 1979 – Sveriges Kyrkliga Studieförbunds kulturpris
- 1980 – Litteraturfrämjandets stora pris
- 1983 – Hedersdoktor vid Lunds universitets teologiska fakultet
- 1986 – H.M. Konungens medalj
- 1986 – Sydsvenska Dagbladets kulturpris
- 1986 – Tegnérpriset
- 1991 – BMF-Barnboksplaketten för Gräset skrattar
- 1994 – Gustaf Fröding-sällskapets lyrikpris
- 1996 – Evert Taube-stipendiet